# Hormersdorf
Hormersdorf is een ortsteil van de stad Zwönitz in de deelstaat Saksen in Duitsland. Op 1 januari 2013 werd de tot dan toe zelfstandige gemeente opgenomen in Zwönitz.